# Salut d’amour
Der Salut d’amour (frz. Liebesgruß, auch Minnesalut oder Minnegruß) ist eine lyrische Gattung der altprovenzalischen Dichtung. Ähnlich wie der Minnebrief und spätere Genres wie der Briefroman gestaltet er die Intimität einer – hier literarisch-fiktiven – Liebesbeziehung poetisch aus. Er nahm durch seine Verbreitung in der nordfranzösischen Dichtung des Mittelalters Elemente des Strophenbaus und den liedhaften Refrain auf, weshalb der Übergang zur Complainte d’amour fließend ist. Auch die Trennung zum Sirventes als Auftragsdichtung ist nicht klar abgegrenzt.
Der Versbau des Salut d’amour ist achtsilbig, der formale Aufbau ist dreiteilig. Nach der meist feststehenden Einleitungsformel „salut“ folgen eine Einleitung, dann das Liebesgeständnis mit dem Preis der Minneherrin, endlich ein Schlussteil. Die Form hat deutlichen Briefcharakter, da der Absender sich oft selbst namentlich nennt – was für mittelalterliche Dichter recht ungewöhnlich ist – und Datumsangaben zu finden sind. Manche erhaltene Saluts erinnern auch formal an persönliche Nachrichten, da sie wie Briefe gefaltet wurden.
Als vermuteter Schöpfer und Meister des Salut d’amour gilt Arnaud de Mareuil. Von 19 bisher überlieferten Texten wurden ihm wenigstens fünf zugeschrieben.